# Zétény Dombi
Zétény Dombi (Hungría, 10 de enero de 1975) es un atleta húngaro retirado especializado en la prueba de 4x400 m, en la que consiguió ser medallista de bronce europeo en pista cubierta en 2000.

## Carrera deportiva
En el Campeonato Europeo de Atletismo en Pista Cubierta de 2000 ganó la medalla de bronce en los relevos de 4x400 metros, con un tiempo de 3:09.35 segundos, tras la República Checa (oro) y Alemania (plata).